# Aimer (film, 1964)
Pour les articles homonymes, voir Aimer.
Pour plus de détails, voir Fiche technique et Distribution.
Aimer (Att älska) est un film suédois réalisé par Jörn Donner, sorti en 1964.

## Synopsis
Lors des obsèques de son mari, une femme retrouve un ami de la famille

## Fiche technique
- Titre : Aimer
- Titre original : Att älska
- Réalisation : Jörn Donner
- Scénario : Jörn Donner
- Photographie : Sven Nykvist
- Costumes : Mago
- Montage : Lennart Wallén
- Production : Rune Waldekranz
- Pays d'origine : Suède
- Format : Noir et blanc - Mono
- Genre : drame
- Dates de sortie : 1964

## Distribution
- Harriet Andersson : Louise
- Zbigniew Cybulski : Fredrik
- Isa Quensel : Märta
- Thomas Svanfeldt : Jacob
- Jane Friedmann : Nora
- Dora Söderberg : Femme dans le cimetière